# Столпино (Костромская область)
Столпино — село в Кадыйском районе Костромской области. Административный центр Столпинского сельского поселения.

## География
Находится в юго-восточной части Костромской области на расстоянии приблизительно 44 км на юг-юго-запад по прямой от районного центра поселка Кадый на левом берегу Волги (в пределах акватории Горьковского водохранилища).

## История
Известна с 1758 года, когда здесь была построена Спасо – Преображенская каменная церковь (ныне в руинированном состоянии). В 1872 году здесь было учтено три населенных пункта: село Спас-Столпино (11 дворов) и деревни Столпино большое (65 дворов) и Столпино малое (9 дворов), в 1907 году отмечено было 13 дворов в селе и 97 и 13 дворов в указанных выше деревнях соответственно. Позже деревни и село были объединены. 

## Инфраструктура
В селе действует пристань для парома и автобусное сообщение до райцентра.

## Население
Постоянное население составляло 43 человека в селе и 410 и 49 человек в деревнях Столпино большое и малое соответственно (1872 год), 117 в селе и 447 и 89 в деревнях (1897), 58 в селе и 559 и 94 в деревнях (1907), 367 в 2002 году (русские 100 %), 262 в 2022.